# Trecwn
Trecwn är en ort och en tidigare community i Storbritannien. Den ligger i kommunen Pembrokeshire och riksdelen Wales, i den södra delen av landet, 300 km väster om huvudstaden London.
Trecwn var tidigare en egen community, men blev den 3 maj 2012 en del av Scleddau community.